# Trygetus rectus
Espèce
Trygetus rectus est une espèce d'araignées aranéomorphes de la famille des Zodariidae.

## Distribution
Cette espèce est endémique des Émirats arabes unis.

## Publication originale
- Jocqué, 2011 : Order Araneae, family Zodariidae. Arthropod Fauna of the UAE. Dar Al Ummah, Abu Dhabi vol. 4, p. 15-22.